# Kalme (Helme)
Kalme – wieś w Estonii, prowincji Valga, w gminie Helme.